# Ptáčovské rybníky
Ptáčovské rybníky jsou přírodní památka v katastrálním území obce Ptáčov v okrese Třebíč v Česku, které byla vyhlášena 30. července 2014.
Předmětem ochrany jsou rybníky (Nový rybník, Židloch, Starý rybník s malou tůní) s bohatými litorálními společenstvy a navazujícími mokřadními biotopy, které představují významné hnízdiště, zimoviště a tahovou zastávku pro ptáky. Dále pak suchomilné trávníky a křoviny na výslunných remízcích. A také vzácné a ohrožené druhy rostlin a živočichů, zejména smil písečný (Helichrysum arenarium), třešeň křovitá (Prunus fruticosa), kuňka ohnivá (Bombina bombina), blatnice skvrnitá (Pelobates fructus), čolek velký (Triturus cristatus), chřástal vodní (Rallus aquaticus), husa velká (Anser anser), rákosník velký (Acrocephalus arundinaceus).
Přírodní památka je rozdělena v několik menších ploch, kdy její součástí jsou tři velké rybníky, jedna menší tůň, několik zalesněných ploch, mokřadů či zatravněných kopců. Přírodní památka se nachází v blízkosti obce Ptáčov a poblíž přírodní památky Ptáčovský kopeček.